# آیزنباخ
آیزنباخ (به آلمانی: Eisenbach) یک شهر در آلمان است که در برایگاو-هخشوارتسوالد واقع شده‌است. آیزنباخ ۲٬۲۴۳ نفر جمعیت دارد.